# Canton de Rouvroy
Le canton de Rouvroy est une division administrative française située dans le département du Pas-de-Calais et la région Nord-Pas-de-Calais. Par arrêté du préfet de région du 18 octobre 2006, ce canton est rattaché à l'arrondissement de Lens et non plus celui d'Arras depuis 1er janvier 2007.

## Géographie

Le canton de Rouvroy dans l'arrondissement de Lens

Ce canton est organisé autour de Rouvroy dans l'arrondissement de Lens. Son altitude varie de 31 m (Méricourt) à 68 m (Drocourt) pour une altitude moyenne de 52 m.

## Histoire
Canton créé en 1985 (décret du 24 décembre 1984), en divisant le Canton d'Avion. Supprimé en 2014.

## Administration
| Période | Période          | Identité         | Étiquette | Qualité                                                                                                |
| ------- | ---------------- | ---------------- | --------- | --- |
| 1985    | 2001 (démission) | Yves Coquelle    | PCF       | Carreleur Maire de Rouvroy (1977-2001) Sénateur (2001-2007)                                            |
| 2001    | 2015             | Dominique Watrin | PCF       | Professeur de lycée Adjoint au maire de Rouvroy Vice-Président du Conseil général Sénateur (2011-2018) |

## Composition
Le canton de Rouvroy groupe 3 communes et compte 19 628 habitants (recensement de 1999 sans doubles comptes).
| Communes      | Population (2012) | Code postal | Code Insee |
| ------------- | ----------------- | ----------- | ---------- |
| Drocourt      | 3 104             | 62320       | 62277      |
| Méricourt (1) | 11 723            | 62680       | 62570      |
| Rouvroy       | 9 077             | 62320       | 62724      |

(1) fraction de commune.

## Démographie
| 1990   | 1999   | 2006   | 2011   | 2012   |
| ------ | ------ | ------ | ------ | ------ |
| 20 053 | 19 628 | 19 460 | 19 449 | 19 419 |